# Rabkor (osiedle)
Rabkor (biał. Рабкор; ros. Рабкор, Rabkor) – osiedle na Białorusi, w obwodzie homelskim, w rejonie oktiabrskim, w sielsowiecie Oktiabrski.
Znajduje tu się stacja kolejowa Rabkor, położona na linii Bobrujsk – Rabkor.

## Historia
Miejscowość powstała w latach 30. XX w. przy wybudowanej wówczas stacji kolejowej.